# Кондратьев, Михаил Григорьевич
Михаил Григорьевич Кондратьев (род. 1948) — советский,  российский и чувашский учёный-музыковед, доктор искусствоведения (1995), профессор (1998). Заслуженный деятель искусств Российской Федерации (2001).
Основатель научной школы теории чувашского народного музыкального искусства. Автор более 500 публикаций, в том числе 16 монографий.

## Биография

### Происхождение
Родился 9 августа 1948 года во Владивостоке, в семье инженера-строителя Григория Ивановича Кондратьева (1918—1995), выходца из деревни Хачики Чебоксарского муниципального округа Чувашской республики.
Учился в начальной школе посёлка Красный узел Ромодановского района Мордовской АССР (1955—1956), средней школе № 59 города Канаш Чувашской АССР (1955—1961), а также средних школах № 22 (1961—1962) и № 10 (1962—1963) города Чебоксары. Затем окончил в 1967 году Чебоксарское музыкальное училище имени Ф. П. Павлова (1967) по специальности «Теория музыки» и в 1972 году — теоретико-композиторский факультет Казанской государственной консерватории по специальности «Музыковедение».. В 1972—1973 годах служил в Советской армии.

### Деятельность
С 1973 года Михаил Григорьевич Кондратьев работает в Чувашском государственном институте гуманитарных наук: младший научный сотрудник (1972—1974), старший научный сотрудник (1974—1992), заместитель директора по научной работе (1992—1994), ведущий научный сотрудник (1994—1996), заведующий отделом искусствоведения − главный научный сотрудник (1996—2014), с 2014 года является главным научным сотрудником искусствоведческого направления. Одновременно с 1990 года вёл педагогическую работу в Чувашском государственном педагогическом университете, Чувашской государственном университете и Казанской консерватории.
В 1984 году защитил кандидатскую диссертацию на тему «Ритмические основы чувашской народной песни: к проблеме изучения квантитативной метрической системы в музыкальном фольклоре». В 1995 году защитил докторскую диссертацию на тему «Чувашская народная музыкально-поэтическая система и её инонациональные параллели».
Член Союза композиторов СССР с 1978 года. Член Ученого совета Чувашского государственного института гуманитарных наук (с 1996), член диссертационного совета Новосибирской государственной консерватории им. М. И. Глинки (с 2001) и диссертационного совета Казанской государственной консерватории им. Н. Г. Жиганова (с 2007), член редколлегии научной серии «Памятники фольклора народов Сибири и Дальнего Востока» (с 2003), член редколлегии научных журналов «Чувашский гуманитарный вестник» (с 2006), «Проблемы музыкальной науки» (с 2007) и «Музыка: Искусство, наука, практика» (с 2012).
Является советником Главы Чувашской Республики по культуре.

## Награды и признание
- лауреат премии Комсомола Чувашии в области науки и техники (1982)
- лауреат Государственной премии Чувашской Республики в области литературы и искусства (2004)
- лауреат Государственной стипендии для выдающихся деятелей литературы и искусства Чувашской Республики (2020)
- лауреат премии имени Д.Д. Шостаковича (2023)
- звание «Заслуженный деятель искусств Чувашской Республики» (1991)
- звание «Заслуженный деятель искусств Российской Федерации» (2001)
- медаль ордена «За заслуги перед Чувашской Республикой» (2008)
- Медаль ордена «За заслуги перед Отечеством» II степени (2019)
- памятная медаль «100-летие образования Чувашской автономной области» (2020)

- действительный член Национальной академии наук и искусств Чувашской Республики (1992)
- действительный член Международной академии наук педагогического образования (1999)